# Прапор Іркутської області
Прапор Іркутської області є символом Іркутської області, прийнято 16 липня 1997 року.

## Опис
Прапор Іркутської області являє собою прямокутне полотнище, що складається із трьох вертикально розташованих смуг: двох синього й середньої — білого кольору, у центрі якої міститься зображення основного елемента герба: бабра, що біжить у ліву сторону і тримає в пащі червленого (червоного) соболя, в обрамленні стилізованих зелених галузей кедра. Відношення ширини прапора до його довжини — 2:3. Ширина середньої смуги становить 1/2 загальної довжини прапора.
Кольори прапора означають:
- синій колір — символ води. У цьому випадку символізує озеро Байкал, Ангару й інші річки області;
- білий колір — символ чистоти, добра, скромності. У палітрі прапора він відображає чистоту помислів жителів області, є символом білосніжних сибірських зим;
- зелений колір галузей кедра — колір надії, радості, достатку. Символізує також унікальну флору й фауну, лісові багатства області.